# 蘇薩集體婚禮
蘇薩集體婚禮，是馬其頓亞歷山大大帝於前324年在蘇薩所舉辦的一場大型集體婚禮。為了結合馬其頓人和波斯人，亞歷山大帶頭迎娶波斯王室公主，並為他的軍官和幕僚們迎娶波斯顯貴的女兒。這場婚禮賓客約有九千人，祝賀活動歷時五天。

## 婚禮

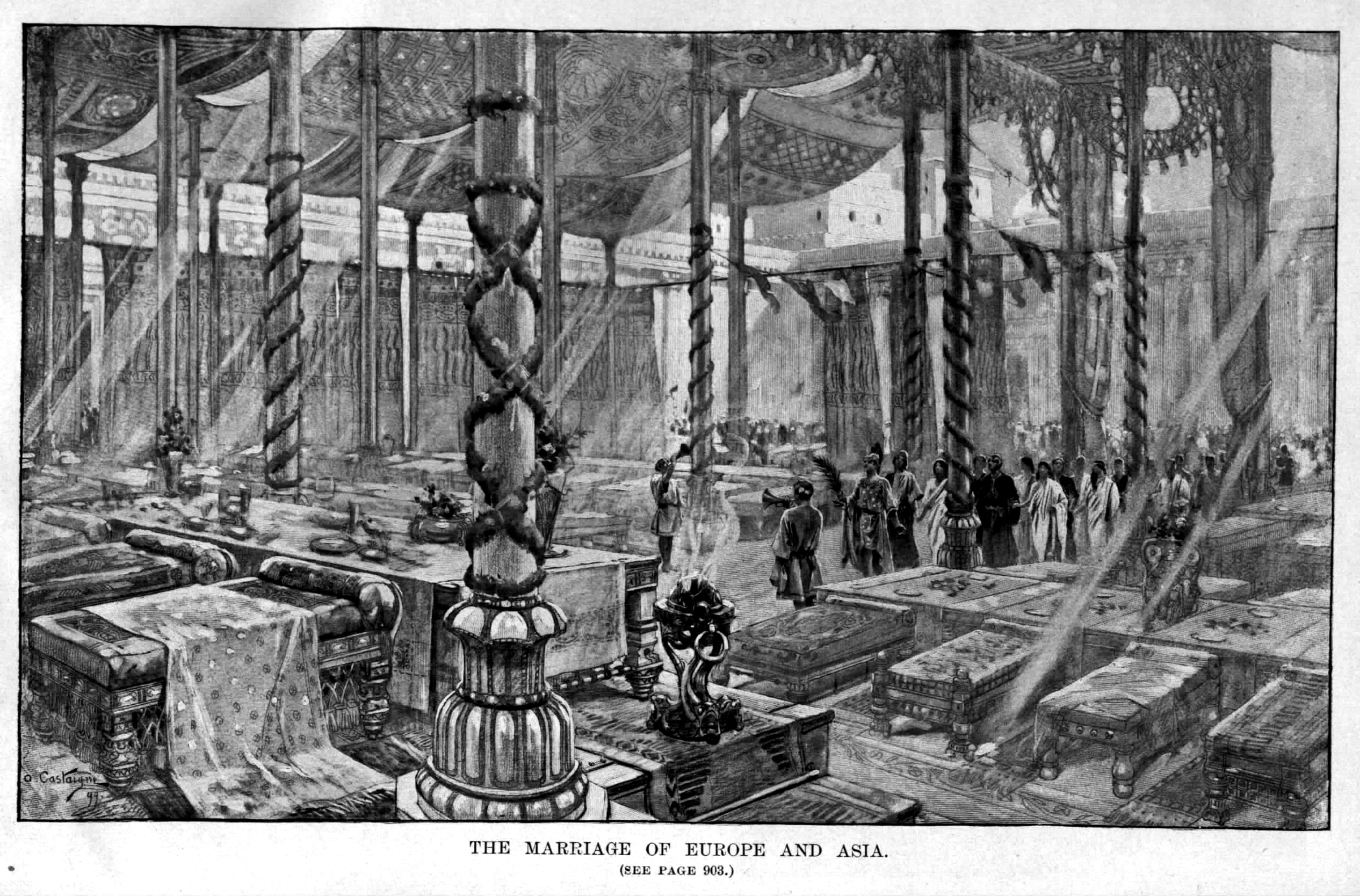
亞歷山大大帝在蘇薩所舉辦的集體婚禮

前334年—前330年之间，马其顿帝国的亚历山大三世征服波斯帝國後，為了促進馬其頓人和波斯等東方民族结合，也為了日後巩固帝國統治，在蘇薩舉行一場波斯式的集體婚禮。亞歷山大並不是只是想要象徵性的婚禮，而是真正想要结合出新的民族。婚禮中，亞歷山大帶頭迎娶波斯大流士三世的大女兒斯妲特拉二世，雖然亞歷山大已經在巴克特利亞的巴尔赫與當地貴族奧克夏特斯的女兒羅克珊娜結婚，但因馬其頓和波斯傳統上都允許多妻制，除了自己迎娶大流士三世的女兒外，同時還娶了波斯阿爾塔薛西斯三世的小女兒帕瑞薩娣絲二世。
亞歷山大還讓他的軍官和幕僚們迎娶波斯顯貴的女兒，根據阿利安記載，亞歷山大把大流士三世的小女兒德莉比娣絲配給好友赫費斯提翁，希望將來赫費斯提翁的孩子是自己外甥或外甥女。給克拉特魯斯的是歐克西亞提斯（大流士三世之弟弟）的女兒阿瑪斯特里絲。給佩爾狄卡斯的是米底總督阿特羅巴特斯的女兒。阿爾塔巴左斯的兩個女兒，其中阿塔卡瑪給了拓勒密，另一個給皇家秘書歐邁尼斯。給尼阿卡斯的是門托耳和巴耳馨的女兒。給塞琉古的是巴克特利亞人斯皮塔米尼斯的女兒阿帕瑪。其他夥友和軍官也都是波斯和米底亚顯貴的女兒，這些加起來足足有80對。
婚禮是依波斯的風俗舉行，新郎先按照順序坐好，大家喝酒祝賀後，新娘就進來並各自坐在自己的新郎旁，接著新郎握住新娘的手，親吻她。因為這場婚禮是集體舉行，所有的步驟都由亞歷山大帶頭。之後，新郎便帶著新娘回家，亞歷山大對於每一對新人都送賀禮。另外，亞歷山大也對於那些娶亞洲女子的馬其頓人送賀禮，這樣的人數有一萬人之多，雖然其中大多數人在馬其頓家鄉都有老婆和小孩。據普魯塔克記載，亞歷山大在這場婚禮相當大手筆，他還送給每個賓客一杯裝滿酒的金杯。

## 影響
透過與大流士女兒的婚姻，亞歷山大現在可以宣稱他是合法的波斯王位繼承人，並經常稱波斯人為自己的親戚，來穩固未來帝國的統治基礎。然而，馬其頓人對於國王過於討好波斯人相當不滿，多數人對於婚禮中波斯式的風格很不高興，再加上亞歷山大種種討好波斯人的事蹟，馬其頓人認為亞歷山大已經不需要他們了，造成日後馬其頓人和亞歷山大的一些衝突。

## 後續
當亞歷山大大帝於前323年逝世後，之後的繼業者不再採用亞歷山大治理東方的政策，他們不願再與波斯等東方人享有同等地位。而那些在蘇薩婚禮中奉亞歷山大之命結婚的馬其頓大多數顯貴，紛紛拋棄他們的波斯妻子，僅知塞琉古依舊與阿帕瑪保持婚姻關係。讓亞歷山大要波斯和馬其頓結合成新民族的企圖落空了。